# 포드 모터 컴퍼니

2003년~2016년까지 포드 로고

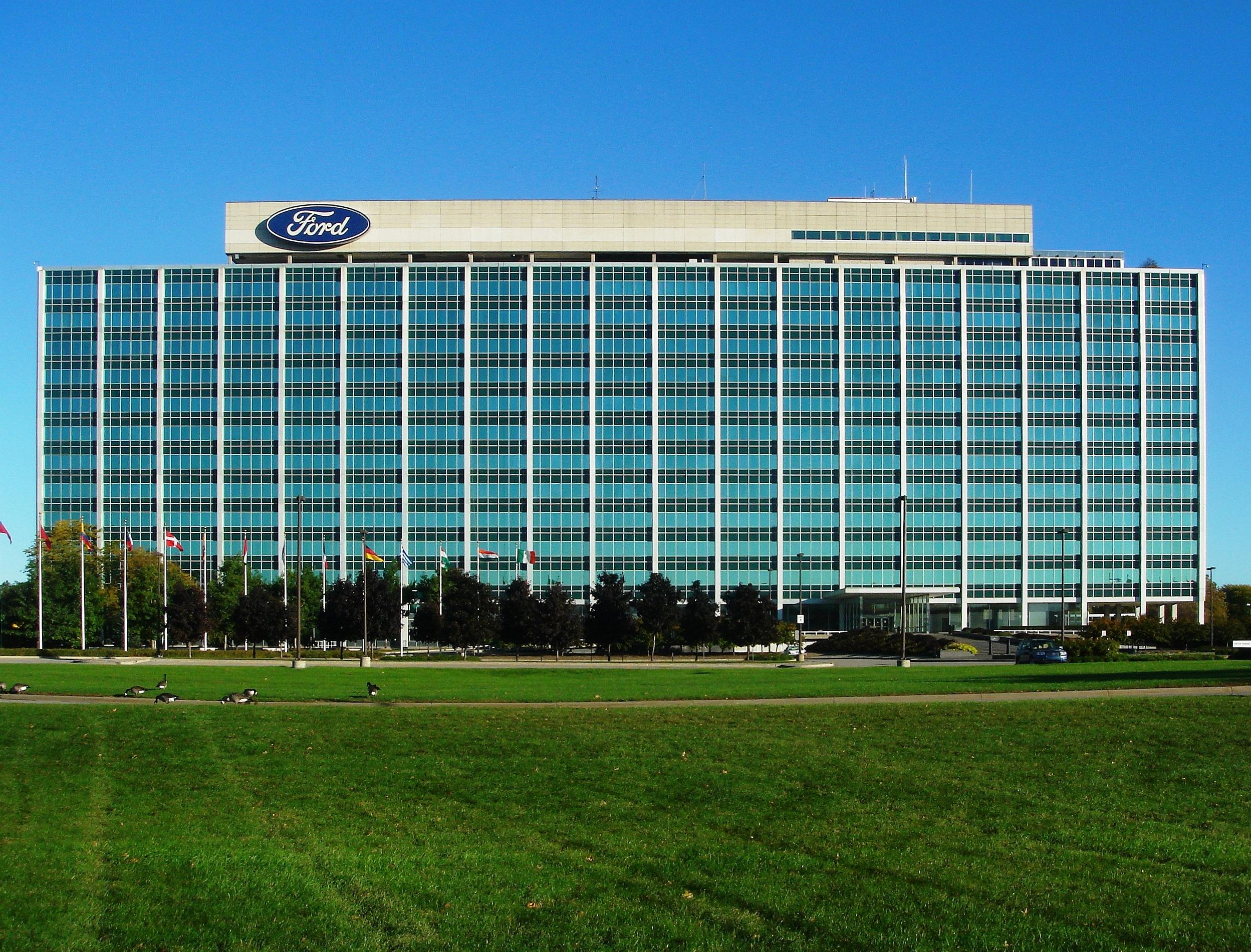
포드 본사

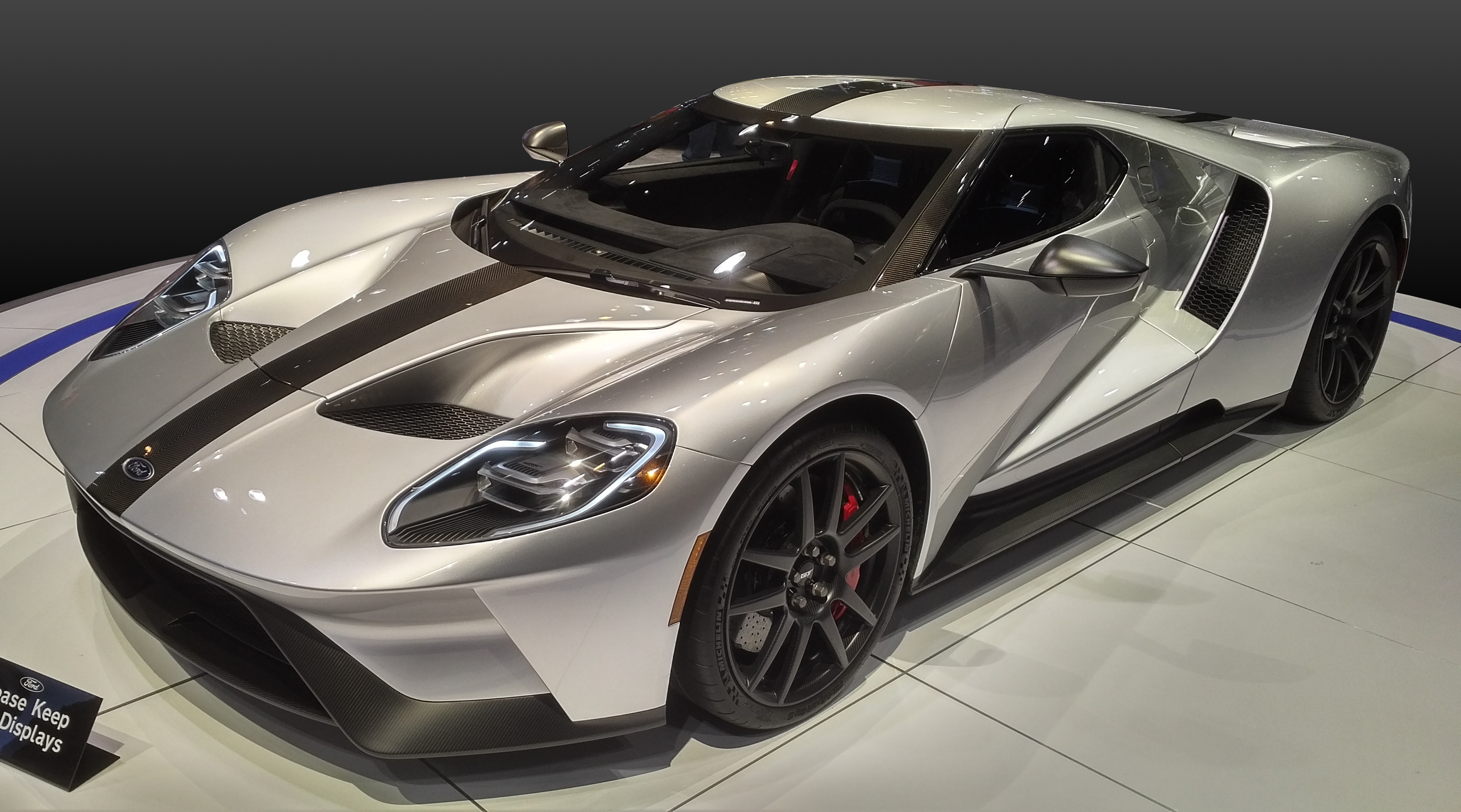
포드 gt

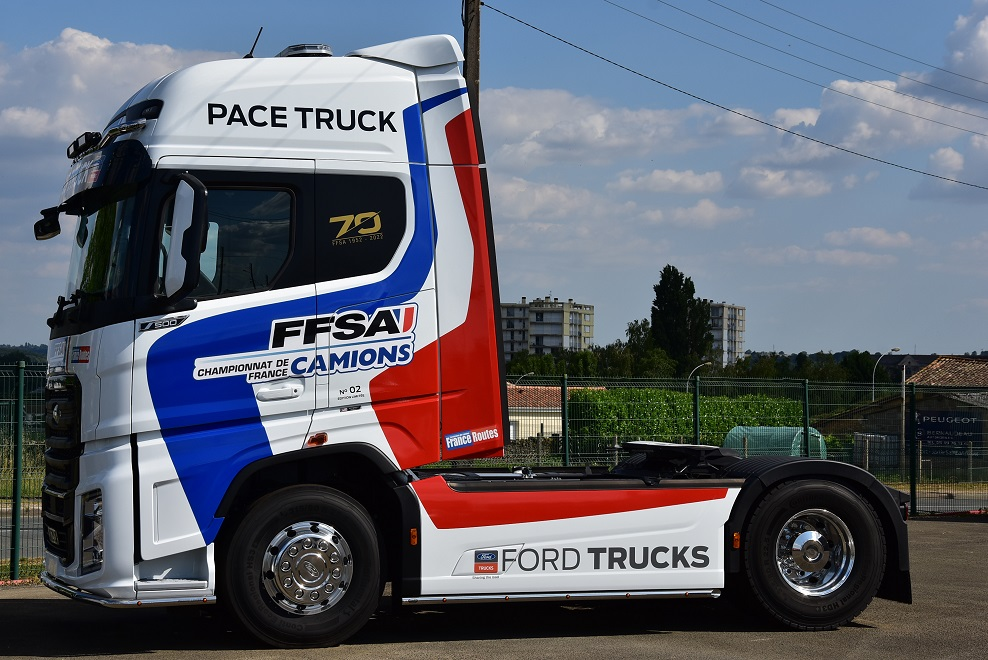
2022 Pace truck

포드 모터 컴퍼니(Ford Motor Company→포드 자동차 회사)는 미국의 자동차를 제조, 판매하는 다국적 기업이다.
1903년 6월 16일 미국 미시간주 디어본(Dearborn)에서 헨리 포드(Henry Ford)가 설립했으며, 디어본에는 현재도 포드의 본사가 있다.

## 연혁

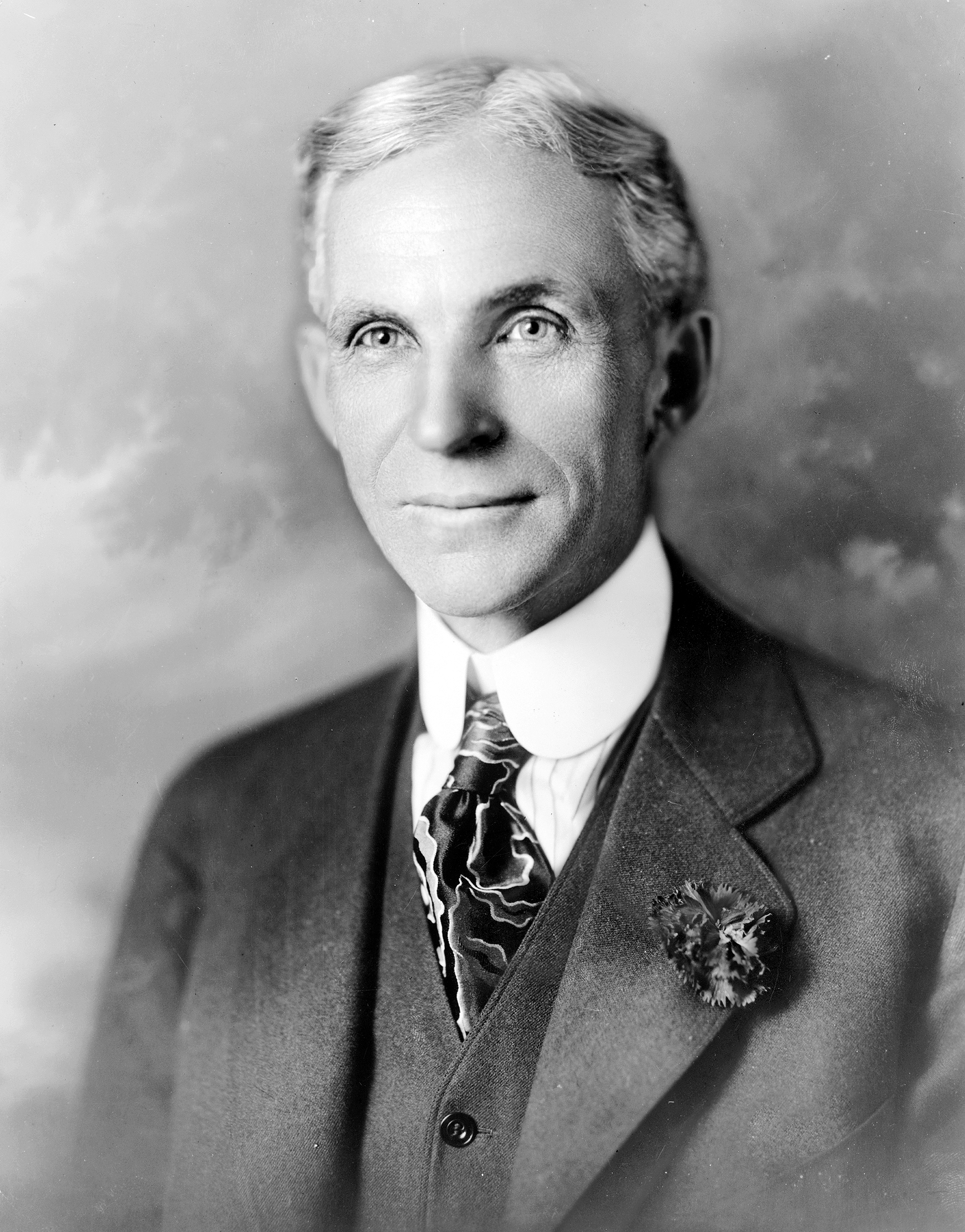
설립자 헨리 포드

- 1903년 - 포드 자동차 설립.
- 1903년 - 포드 자동차 최초의 모델인 A를 미국에서 판매하고 영국으로 수출함
- 1908년 - 포드 모델 T 발표
- 1913년 - 최초의 자동 생산 시스템 개발
- 1922년 - 링컨 인수
- 1936년 - 포드 재단 설립
- 1938년 - 머큐리 브랜드 설립
- 1947년 - 헨리 포드 사망
- 1954년 - 선더버드 발표
- 1964년 - 머스탱 발표
- 1970년 - 리 아이아코카 (Lee Iacocca) 회장 취임
- 1979년 - 마쓰다 지분 25% 인수
- 1980년 - 에스코트(Escort) 발표
- 1986년 - 대한민국 기아산업의 지분 10% 인수
- 1990년 - 재규어 인수
- 1991년 - SUV인 익스플로러 (Explorer) 발표
- 2000년 - BMW에서 랜드로버 (Land Rover) 인수
- 2003년 - 포드 자동차 회사 설립 100주년

## 개요
포드는 과거 거대 노동인력을 관리하는 방법과 자동차 제조 공정의 방법을 개혁해 왔다. 제조공정의 연구 결과로 엘리 휘트니가 제안했던 교환가능한 부품을 사용한 최초의 일괄 작업 공정을 1913년 도입하기도 했다. 이 방식에 따라 자동차는 벨트를 따라 이동하게 되고 작업자는 단순한 반복 작업으로 부품을 장착하게 되어, 기업 입장에서는 저비용으로도 높은 품질 관리가 가능하게 되었다. 현대의 수많은 제조 기업들이 이 공정을 채택하여 대량생산의 시대가 열리게 하는 계기가 되기도 했다. 노사관계 역시 당시로서는 획기적이었다. 1914년 당시 일반적인 노동시간은 하루 9시간이었고 임금은 일당 2달러 34센트였다. 그러던 것을 8시간 노동시간에 5달러를 지급하면서 노동자의 복지향상에 기여하기도 했다. 설립 초기 포드 자동차의 성공은 1908년 10월 포드 모델 T를 발표하면서부터였다. 이 자동차에는 825달러라는 저렴한 가격이 매겨졌다. 포드 모델 T는 1914년 50만대 이상 팔리면서 미국 전체 자동차의 반 이상을 포드 자동차일 정도로 포드 자동차의 성공에 혁혁한 공을 세운 모델이다. 현재 포드 자동차 회사의 최고 경영자는 윌리엄 클레이 포드 2세이다.

## 초창기 역사

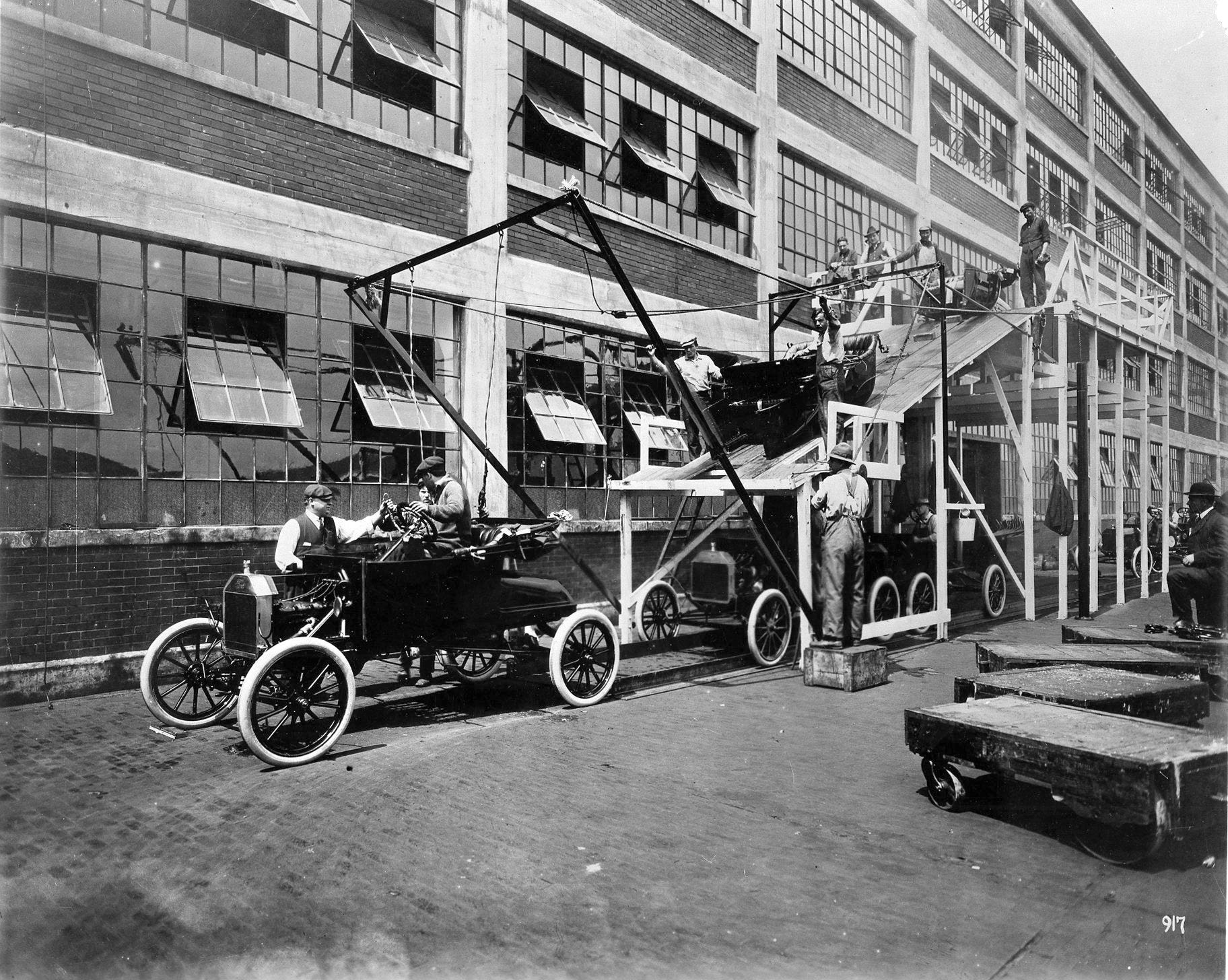
포드 자동차의 조립 라인 1913년

포드는 투자자 12명으로부터 28,000달러를 받아 마차 공장을 개조한 곳에서 설립되었다. 창립 초기의 수년 동안은 디트로이트 공장에서 하루에 몇 대의 자동차만 생산하는 소규모 회사였다. 1903년 대한제국 고종이 재위 40년 기념으로 영국에서 자동차(어차,御車)를 들여왔는데, 바로 포드 A 자동차였다. 1908년 포드는 포드 모델 T를 발표하였다. 초기 모델들은 포드 피켓 공장(Piquette Manufacturing Plant)에서 제조되었지만, 곧이어 포드 하이랜드 파크 공장(Highland Park Plant)으로 옮겼고 이곳에서 당시로서는 엄청난 규모인 하루 천대 생산이라는 대량 생산이 이루어졌다. 또한 1913년까지 조립 라인과 대량 생산에 관한 모든 기술을 발전시켰다. 포드는 1913년 12월 1일 이동 조립 라인을 세계 최초로 소개하면서 섀시(chassis) 조립을 12시간 30분에서 2시간 40분으로 줄이는 획기적인 결과를 내놓았다. 그러나 이러한 기술 혁신보다도 더 혁신적인 것은 노동자들에 대한 처우 개선이었다. 포드 자동차는 단조로운 작업으로 인해 숙련된 작업자가 회사를 떠나지 않도록 1914년 1월 5일 당시 평균 일급 금액의 두 배인 5달러로 임금을 올리고 노동시간도 하루 9시간에서 8시간으로 낮추는 등의 급진적인 정책을 발표한다.
이러한 혁신적인 정책의 결과로 1913년 말 포드 자동차는 미국 내 자동차의 50 퍼센트를 생산했고, 1918년에는 미국 전체 자동차의 절반이 포드 모델 T일 정도로 큰 성공을 거두게 된다.

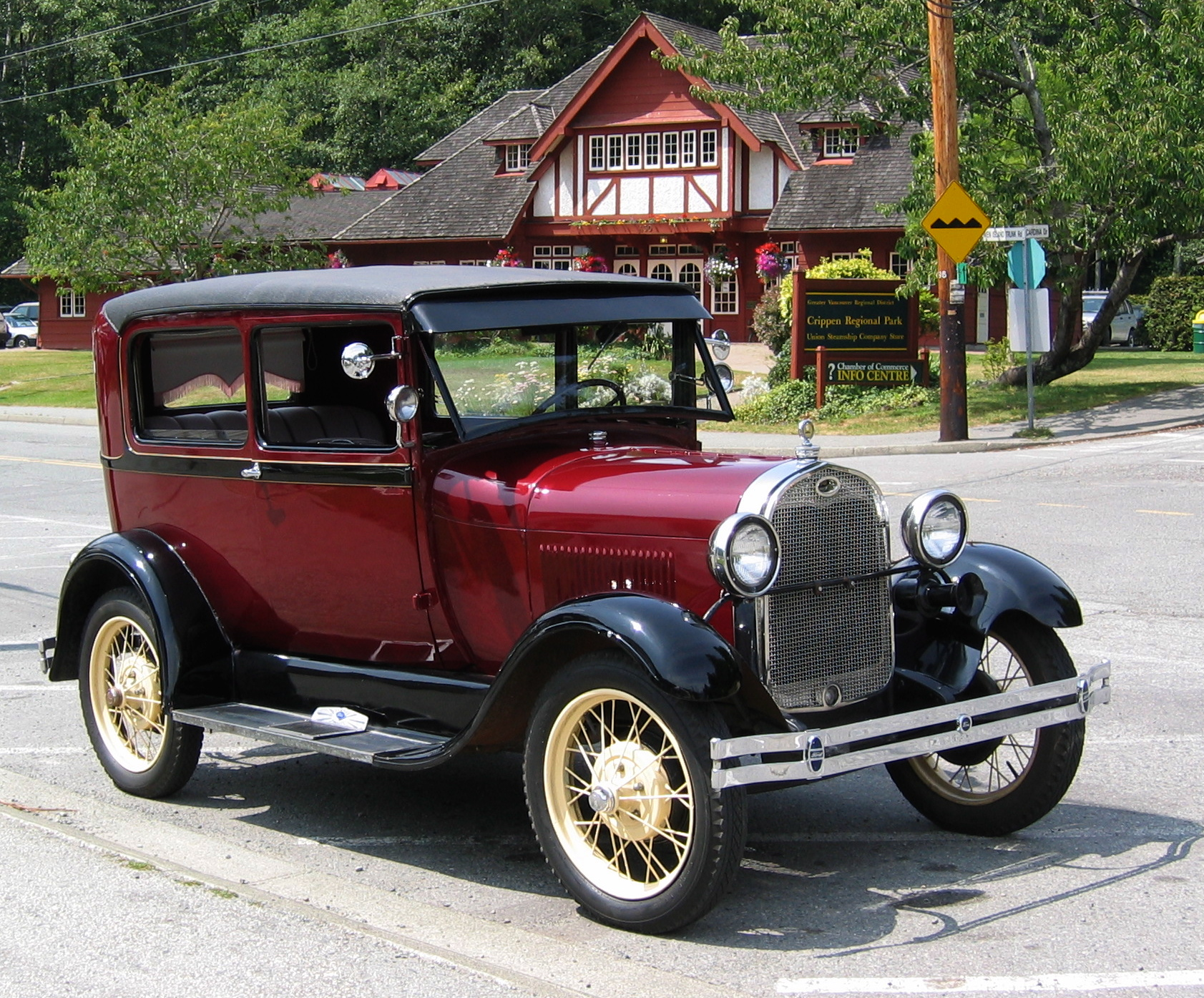
1928년식 포드 모델 A

1919년 1월 헨리 포드의 아들인 엣셀 포드(Edsel Ford)가 새 사장으로 임명되었다. 1920년대는 미국 소비자 신용도의 증가로 인해 포드의 시장 점유율이 많이 떨어진 시기였다. 그 이유는 당시 포드의 목표가 미국의 일반 노동자도 자동차를 구입할 수 있는 값싼 자동차를 생산해 내는 것이었기 때문이었다(이는 헨리 포드의 의지였다). 따라서 가격을 낮게 유지하기 위해 기능을 최소화시키는 전략을 구사하고 있었다. 그러나 제너럴 모터스와 같은 다른 경쟁사들은 더 다양한 색상과 고급 기능을 추가하기 시작했고 신용도가 높은 소비자들은 고급 자동차를 구매하게 된다. 포드는 이러한 시장 상황을 극복하고자, 1927년 12월 2일 포드 모델 T를 단종하고 포드 모델 A를 발표한다. 1922년 포드는 적극적으로 고급 자동차 시장을 공략하기 위해 링컨을 인수하고, 머큐리 사업부를 발족시켜 1930년대에 중저가 자동차 시장에도 진출하게 된다.

## 제2차 세계 대전 이후의 역사
헨리 포드의 손자인 헨리 포드 2세(Henry Ford II)는 1945년부터 1960년까지 포드 자동차 회사의 사장으로 재임하고 1960년부터 1980년까지 회장과 최고 경영자(CEO) 자리에 있었다. 1956년에 포드는 기업을 공개하게 되지만, 포드 일가는 주식의 40%를 소유하고 있었다. 1946년 포드 자동차 회사에 로버트 맥나마라(Robert McNamara)가 재무기획 관리자로 합류한다. 그는 초고속 승진을 거듭한 끝에 존 F. 케네디가 대통령으로 당선된 다음 날인 1960년 11월 9일 포드의 대표직에까지 오른다. 포드가(家) 출신이 아닌 최초의 회사 대표였다. 제2차 세계 대전 이후에 포드가 성공적으로 성장하는 데 큰 역할을 한 로버트 맥나마라는 포드 일가로부터 큰 신뢰를 받았다. 그러나 그는 대표직을 맡은 지 5주도 채 안돼서 존 F. 케네디 대통령의 권유로 미국의 국방 장관이 된다. 1950년대에 포드는 1955년 포드 선더버드 (Thunderbird)를 발표하고, 1956년에는 사장으로 재임했던 엣셀 포드의 이름을 따서 에드셀(Edsel) 브랜드를 발표한다. 그러나 에드셀 브랜드는 27개월이 안 돼 실패하여 1959년에 브랜드가 폐기됐다.
에드셀 브랜드의 대실패 때문에 타격을 입었던 포드는 1959년에 에드셀 브랜드를 폐기한 후 1960년 포드 팰콘, 1964년 포드 머스탱(Mustang)을 발표하면서 재기에 성공하였고, 그 여세로 1967년에는 자회사인 포드 유럽까지 설립한다. 리 아이아코카 (Lee Iacocca)도 포드 머스탱이나 포드 핀토와 같이 시장에서 성공한 몇몇 유명한 자동차 설계에 참여하면서 능력을 인정받기 시작했다. 아이아코카는 능력을 인정받아 포드의 대표가 되었지만 헨리 포드 2세와 사사건건 대립했고, 헨리 포드 2세는 1978년에 아이아코카를 해고했다. 당시 포드는 회계상 20억 달러 흑자를 기록하고 있었다. 해롤드 폴링 (Harold Poling)이 1990년부터 1993년까지 회장과 최고 경영자로 재임했다. 알렉스 트로트만 (Alex Trotman)이 1993년부터 1998년까지, 잭스 내써 (Jacques Nasser)가 1999년부터 2001년까지 포드의 최고 경영자였다.

## 판매 모델

### 세단/해치백/왜건
- 카
- 피에스타
- 포커스
- 퓨전
- 몬데오
- 토러스

### SUV
- 퓨마
- 이스케이프
- 쿠가
- 엣지
- 익스플로러
- 익스페디션

### 픽업트럭
- 레인저
- F 시리즈

### 승합차
- 트랜짓

### 스포츠카
- 머스탱
- GT

## 브랜드
오늘날 포드 자동차 회사는 포드라는 브랜드 이외에 링컨 브랜드로 자동차를 생산하고 있다. 1958년 포드는 '에드셀'이라는 브랜드를 발표했지만, 판매 부진으로 1960년에 에드셀 브랜드를 폐기했다. 1985년 머큐르(Merkur)란 브랜드를 발표했으나 1989년에 에드셀과 같은 운명을 맞았다.
포드는 캐나다, 멕시코, 영국, 독일, 브라질, 아르헨티나, 오스트레일리아, 한국, 그리고 몇몇 국가에서 주요 자동차 제조 회사를 운영하고 있다. 남아프리카 공화국에서도 인종차별 정책을 시행하고 있던 기간에는 철수하기도 했으나 현재는 정상적으로 자회사를 운영하고 있다. 또한 포드는 러시아 자동차 제조 회사인 GAZ (Gorkovsky Avtomobilny Zavod)와 협력 관계에 있기도 하다. 포드는 1989년에 영국의 애스턴 마틴, 재규어, 다임러 (메르세데스 벤츠의 모기업인 다임러 AG가 아닌 재규어 자동차의 사업부), 그리고 랜드로버를 사들였고, 스웨덴의 볼보 자동차도 인수했다. 또한 일본 마쓰다의 지분 33.4%를 확보하여 포드 산하의 회사로 만들었다. 마쓰다와 미국 미시간주 플랫 록 (Flat Rock)에 오토 얼라이언스 인터내셔널(Auto Alliance International)이라는 조인트 벤처 공장을 설립한다. 오토 얼라이언스 인터내셔널의 부품 사업부는 이후 비스티온(Visteon)으로 분사한다.
애스턴 마틴, 볼보, 재규어, 랜드로버를 묶어서 PAG (Premier Automotive Group)라는 고급 자동차 브랜드 그룹으로 묶었으나, 포드의 사정이 악화되어 2007년에 프로드라이브에게 애스턴 마틴을, 2008년에 인도 타타그룹에게 랜드로버와 재규어를 매각하였고, 2010년 8월 볼보를 중국의 지리자동차에 매각하였다. 따라서 인수를 통한 고급 브랜드 그룹 계획은 4사를 모두 매각함으로 실패로 마무리되었다. 대신 재규어, 랜드로버, 볼보는 엔진 기술만 제공하고 있다. 마쓰다의 지분 또한, 현금 확보를 위해 주식을 매각하여, 현재 13.4%의 지분만 보유 하고 있다. 2010년 말에는 판매 부진을 이유로 머큐리 브랜드를 폐기하여 포드 본 브랜드와 고급 브랜드인 링컨만 남겼다.

### 브랜드 (취급)
- 포드
- 링컨

## 로고 연혁
- 1903
- 1907
- 1909
- 1911
- 1912
- 1912 variant
- 1927
- 1957
- 1976
- 2003
- 2017–